# Dieter Winderlich
Dieter Winderlich (* 4. Dezember 1938 in Lüben) ist ein ehemaliger deutscher Polizeioffizier. Er war von 1987 bis 1990 Stellvertreter des Ministers des Innern (MdI) der DDR und 1990 der letzte Chef der Deutschen Volkspolizei.

## Leben
Der Sohn eines Musikers, der 1947 Volkspolizist geworden war, ging ab 1945 in der DDR in Schköna, Frankleben und Kitzen zur Schule, nachdem er mit seiner Familie aus Guhlau in Niederschlesien vertrieben wurde. Er beendete seine Schulzeit mit der Gesamtnote „gut“. Am 1. September 1953 begann er nach Beendigung der Schule eine Lehre als Lichtbogenschweißer beim VEB Leipziger  Stahlbau und Verzinkerei in Leipzig-Plagwitz, die er nicht abschließen konnte. Er erlernte den Beruf eines Erziehers und erwarb im Fernstudium den Fachschulabschluss als Unterstufenlehrer. 1956 begann er seine Tätigkeit als Jugendherbergsgehilfe in der Jugendherberge „Thomas Müntzer“ in Stolberg. Ab Dezember 1956 wurde er Leiter der Jugendherberge „Junger Pionier“ in Harzgerode. Im Frühjahr 1961 folgte er einem Aufruf der FDJ und wurde wie sein Vater Angehöriger der DVP. Er schloss sich der SED an und absolvierte ein mehrjähriges Studium an der Hochschule des Ministeriums für Innere Angelegenheiten der UdSSR. Von 1970 bis 1974 fungierte er als Leiter der Jugendstrafanstalt Wriezen im Kreis Bad Freienwalde. Als Oberst der VP war er von 1980 bis 1987 stellvertretender Leiter der Verwaltung Strafvollzug des MdI. Im Februar 1987 folgte er Günter Giel als Stellvertreter des Ministers des Innern (zuständig für das Archivwesen, die Feuerwehr, den Strafvollzug und die Kriminalpolizei). 1988 wurde er von Erich Honecker zum Generalmajor ernannt. 
Am 10. Januar 1990 wurde er von Innenminister Lothar Ahrendt als Chef der DVP eingesetzt und war damit zugleich der erste Stellvertreter des Ministers. Er blieb bis zum Regierungswechsel im April 1990 auf diesem Posten, wurde am 1. Mai 1990 vom Generalmajor zum Chefinspekteur umattestiert und von Innenminister Peter-Michael Diestel zum Leiter der Abteilung für die Bund-Länder-Zusammenarbeit im Ministerium für Innere Angelegenheiten berufen. 

## Auszeichnungen
- 1989 Vaterländischer Verdienstorden in Bronze

## Veröffentlichungen
- Vom Strafvollzug zum letzten Chef der Volkspolizei: Keine gewöhnliche Offizierslaufbahn. edition berolina, Berlin 2017, ISBN 978-3-95841-076-3.